# Solanum fallax
Solanum fallax là một loài thực vật thuộc họ Solanaceae. Loài này có ở Colombia và Ecuador.